# Migráció Magyarországon 2008-ban
A cím Magyarország migrációs helyzetét mutatja be Európa többi országához is viszonyítva, 2008-ban.

## Külföldiek Magyarországon

### Számuk

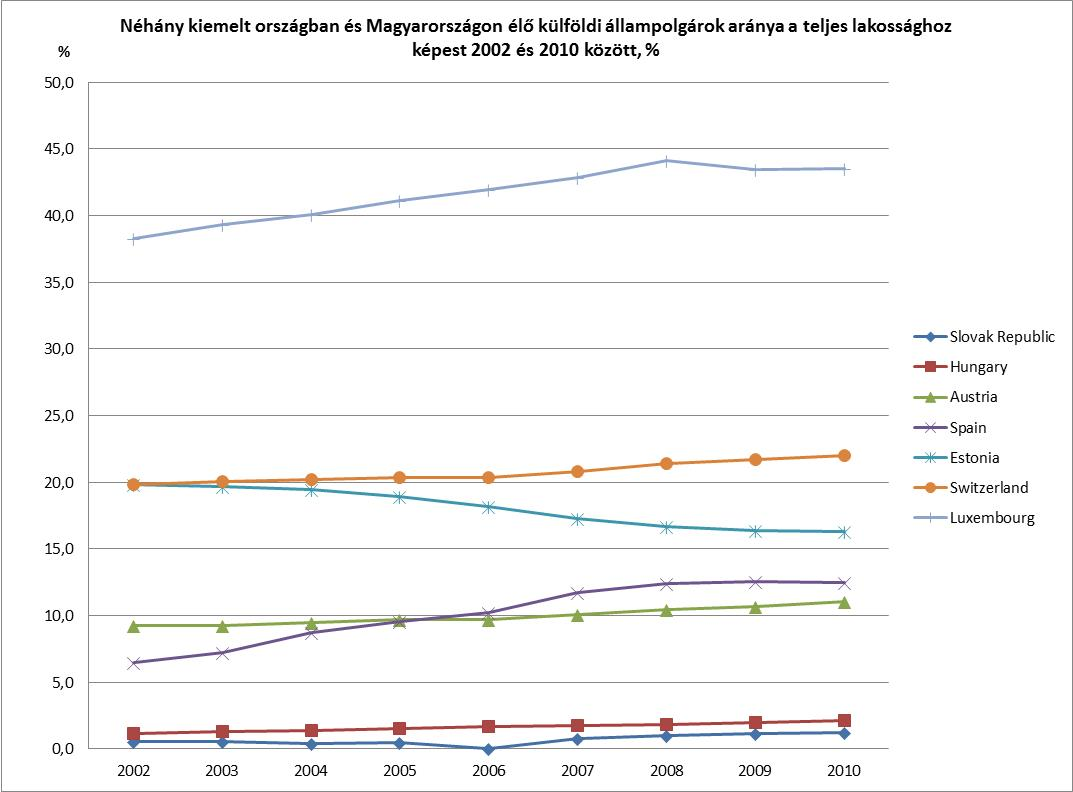
Külföldi állampolgárok aránya a teljes lakossághoz képest

2008-ban a Magyarországon élő külföldi állampolgárok részesedése az összlakossághoz képest 1,8% volt, ami európai viszonylatban nem mondható magasnak. A luxemburgi, kiemelkedően magastól (44,1%) eltekintve is több országban jóval magasabb volt a külföldiek aránya hazánkhoz képest, így többek között Svájcban (21,4%) vagy Spanyolországban (16,7%). Alacsonyabb volt viszont például Szlovákiában (1%).
- Külföldiek aránya az Európai Unióban NUTS-3 régiók szerinti bontásban (2011) – Térkép[2]

### Összetételük állampolgárság szerint
A 2011-es népszámlálás adatai szerint.

### Munkavállalás

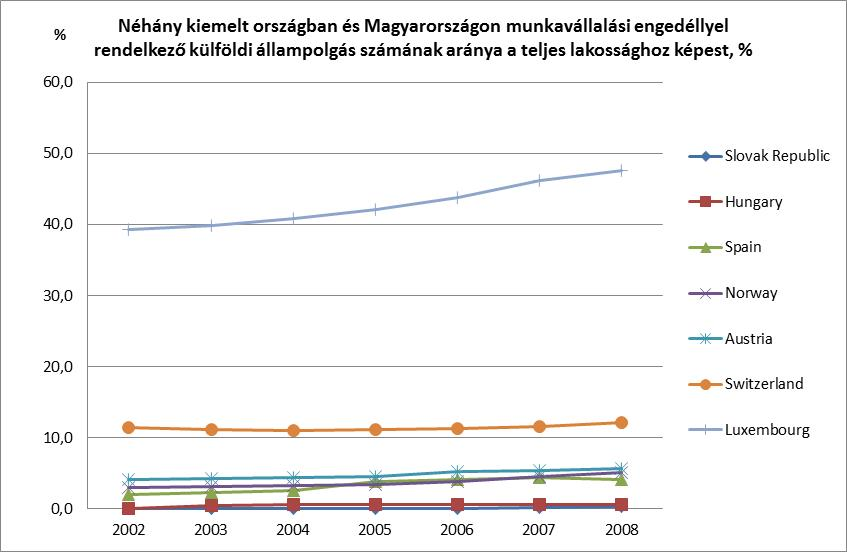
Külföldi munkavállalók aránya a teljes lakossághoz képest

2008-ban a Magyarországon munkavállalási engedéllyel rendelkező külföldi állampolgárok részesedése 0,6% volt, európai viszonylatban szintén nem mondható magasnak. A luxemburgi kiemelkedő, majdnem 50%-ot elérő aránytól eltekintve is több országban jóval magasabb volt a külföldiek aránya Magyarországhoz képest, így többek közt Svájcban (12,1%), Ausztria (5,7%). Nagyon alacsony volt az arány pl. Szlovákiában (0,3%).

### Bevándorlási sebesség

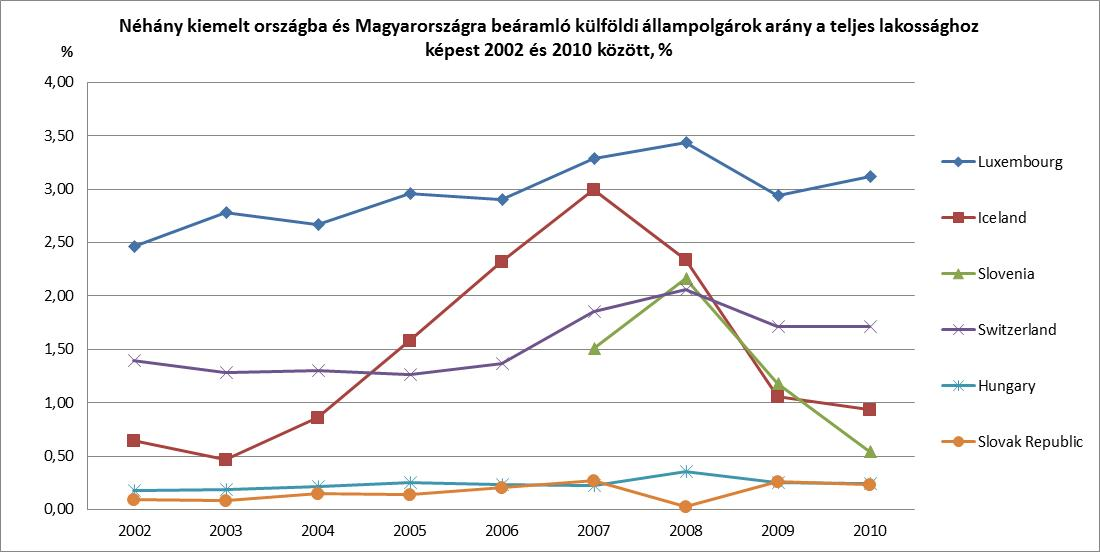
Beáramló külföldi állampolgárok aránya a teljes lakossághoz képest

2008-ban a Magyarországra beáramló külföldi állampolgárok részesedése 0,36% volt, szintén messze elmarad az európai országok többségéhez képest, pl. Luxemburg (3,3%), Izland (2,35%), Szlovénia (2,14%).

## Magyar állampolgárok kivándorlási sebessége

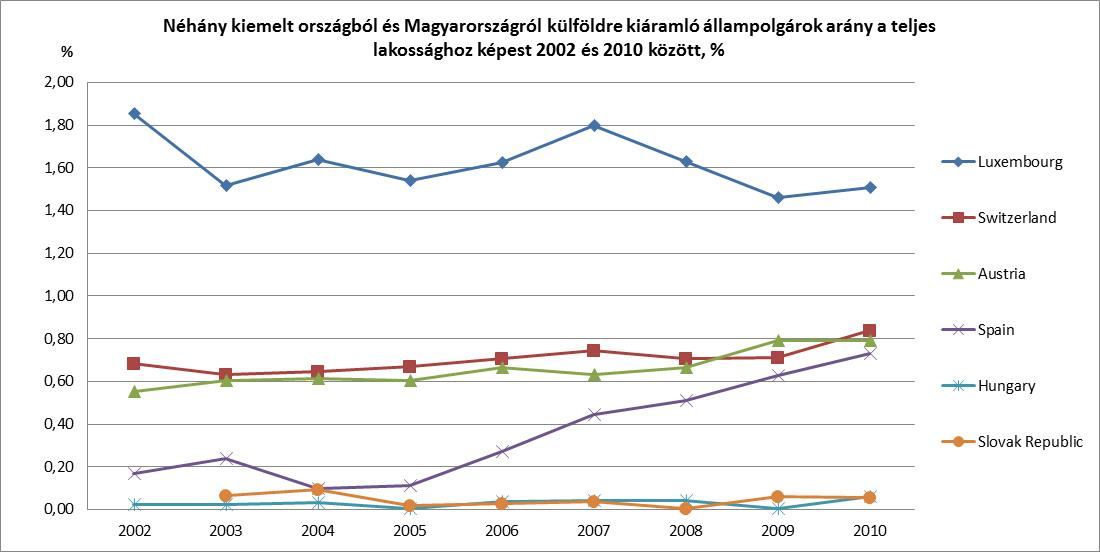
Külföldre kiáramló állampolgárok aránya a teljes lakossághoz képest

2008-ban a Magyarországról külföldre kiáramló állampolgárok részesedése 0,04% volt. Luxemburg esetében 1,6%, Svájcnál pedig 0,71% volt ugyanez a mutatószám.